# Beilschmiedia obovatifoliosa
Beilschmiedia obovatifoliosa är en lagerväxtart som beskrevs av Paul Lecomte. Beilschmiedia obovatifoliosa ingår i släktet Beilschmiedia och familjen lagerväxter. Inga underarter finns listade i Catalogue of Life.